# Grzegorz Niemczuk
Grzegorz Niemczuk (ur. 11 kwietnia 1985 w Tychach) – polski pianista klasyczny.

## Wykształcenie
Naukę gry na fortepianie rozpoczął od 7 roku życia. Początkowo kształcił się w PSM w Tychach, następnie w Państwowej Ogólnokształcącej Szkole Muzycznej II stopnia im. Karola Szymanowskiego w Katowicach. W roku 2009 ukończył z wyróżnieniem Akademię Muzyczną im. K. Szymanowskiego w Katowicach w klasie prof. Józefa Stompla. W latach 2009–2013 kształcił się w Nowym Jorku w International Keyboard Institute and Festival. Uczestniczył w kursach muzycznych, które prowadzili m.in. Krystian Zimerman, Jeffrey Swann, Andrzej Jasiński, Đặng Thái Sơn, Michel Béroff.

## Działalność artystyczna
Według stanu na styczeń 2019 wystąpił z ponad 400 recitalami i koncertami w 31 krajach na sześciu kontynentach. Grał m.in. w Carnegie Hall, Weill Recital Hall i Steinway Hall w Nowym Jorku, Kioi Hall w Tokio, Tokyo Bunka Kaikan, Beijing Concert Hall, Teatro Sérgio Cardoso w São Paulo, Teatro Puccini, Palau de la Música Catalana w Barcelonie, Ogrodach Botanicznych w Singapurze, Auditorium w Palma de Mallorca, Filharmonii Narodowej, Teatrze Wielkim – Operze Narodowej i na Zamku Królewskim w Warszawie. Występił czterokrotnie na International Keyboard Institute and Festival w Nowym Jorku (2008, 2009, 2011, 2014), trzykrotnie na Festiwalu Młodych Laureatów Konkursów Muzycznych (Litwa, Słowacja, Finlandia), dwukrotnie na Festiwalu Pianistyki Polskiej w Słupsku (2009, 2014), Ferenc Liszt Piano Festival w Addis-Abebie (Etiopia, 2011), Grieg in Bergen Festival w Bergen oraz podczas „Leipziger Chopin-Tage” w Lipsku.

## Działalność dydaktyczna
Kontynuując aktywność koncertową w 2011 roku rozpoczął również działalność pedagogiczną prowadząc klasę fortepianu na Wydziale Artystycznym Instytutu Muzyki Uniwersytetu Śląskiego. We wrześniu 2017 otrzymał stopień doktora sztuk muzycznych w dyscyplinie artystycznej instrumentalistyka na Akademii Muzycznej im. Karola Lipińskiego we Wrocławiu.
Prowadzi również kursy mistrzowskie (Polska, Brazylia, Singapur, Malezja, Norwegia).
W 2020 rozpoczął serię wideo poświęconą analizie wszystkich utworów Fryderyka Chopina. Projekt ten otrzymał stypendium przyznane przez Ministerstwo Kultury i Dziedzictwa Narodowego.

## Nagrody i wyróżnienia

### I nagrody
- Międzynarodowy Konkurs Pianistyczny „2013 International Carnegie Hall Concerto Debut Competition[7]”, Nowy Jork (2013)
- XL Ogólnopolski Konkurs Pianistyczny im. Fryderyka Chopina[8], Warszawa (2010)
- IX Międzynarodowy Konkurs Pianistyczny EPTA[9], Waterloo (2008)
- Festiwal „Chopinowskie Interpretacje Młodych”[10], Konin-Żychlin (2008)
- XI Międzynarodowy Konkurs Pianistyczny im. Stefano Marizza[11], Triest (2007)
- VI Śląski Konkurs Pianistyczny[12], Zabrze (2003)

### Tytuły Laureata
- „Estrada Młodych” na XLIII Festiwalu Pianistyki Polskiej[13], Słupsk (2009)
- „Janet and William Schwartz Scholarship Award”[14], Nowy Jork (2008)

### Oficjalna strona pianisty
- http://www.niemczuk.com
- Kanał w serwisie YouTube

### Wywiady
- „Robię to, co kocham” – rozmowa z Grzegorzem Niemczukiem
- Nie mogę się doczekać. twojamuza.pl. [zarchiwizowane z tego adresu (2015-04-02)].
- Po debiucie w Japonii
- Dotknąć istoty muzyki

### Biografie
- Narodowy Instytut Fryderyka Chopina, Internetowe Centrum Informacji Chopinowskiej – Grzegorz Niemczuk
- Towarzystwo im. Ferenca Liszta – Grzegorz Niemczuk
- Polskie Centrum Informacji Muzycznej – Grzegorz Niemczuk